# Каратай, Зафер
Зафе́р Карата́й (тур. Zafer Karatay, крымскотат. Zafer Qaratay) — крымскотатарский турецкий журналист, публицист, режиссёр-документалист, постоянный представитель Меджлиса крымскотатарского народа в Турецкой Республике, активный участник крымскотатарского национального движения, почётный член крымскотатарского Союза писателей, Турецкой ассоциации журналистов.

## Биография
Родился 27 сентября 1958 года в селе Гюналан, которое было основано крымскими татарами близ Анкары. Он завершил начальное и среднее образование в столице Турции. В 1980 году закончил Анкарскую государственную архитектурно-инженерную академию (Университет Гази, инженерно-архитектурный факультет). В 1985 году сдал вступительные экзамены на факультет языка, истории и географии Университета Анкары.
С 1980 по 1982 год работал в Министерстве здравоохранения и социальной помощи Турции, а в 1984—1986 годах — в Департаменте качества и стандартов Министерства промышленности и торговли. В 1985 году сдал экзамены на ассистента продюсера государственного телевизионного канала Турции ТРТ, а уже в октябре 1986 года начал работать в качестве продюсера. В 1986—1989 годах готовил музыкальные, развлекательные и образовательные программы. С 1989 года Каратай руководил многими документальными программами. После работы в должности директора по образовательной культуре и драматическим программам в ТРТ в 2000—2002 годах он вернулся к производству фильмов по собственному желанию. В марте 2004 года он был назначен директором ТРТ. В феврале 2008 года он подал в отставку с поста режиссёра, продолжил производство документальных фильмов.
С 1975 года вместе с крымскотатарской общиной Анкары включился в крымскотатарское национальное движение. В 1983 году он стал одним из редакторов журнала «Эмель», газеты крымских татар. Писал много статей о возрождении национальной борьбы крымских татар. Каратай является одним из основателей фонда Emel Qırım, созданного в 1986 году, занимал пост заместителя главы Совета директоров с момента его создания, а также является президентом этого фонда с 1992 года и собственником Emel Magazine.
Несмотря на то, что журнал «Эмель» прервал свою публикацию в Анкаре в период между 1998 и 2009 годами, он начал переиздаваться в Стамбуле с 2009 года, и особенно после аннексии Крыма. Журнал Эмель и архив Фонда Emel Qırım теперь стали источниками многих исследовательских, научных статей, студенческих, дипломных и докторских диссертаций о Крыме.
В июне 1991 года назначен компетентным главой представительства крымских татар Турции. Зафер Каратай выступил с рядом лекций, конференций и семинаров, а также провёл ряд конференций для турецкой молодёжи и неправительственных организаций, выступал в университетах. В 2017 году получил степень магистра истории.
Каратай опубликовал большое число статей по Крыму, крымским татарам и проблемам тюркского мира. Вместе с доктором наук профессором Невзатом Ялчинташем и Мехметом Чифтчигузели работал над книгой. В начале апреля 2019 года была опубликована книга «Кырымоглу, народная борьба».
В 2012 году отмечен премией Первого Информационного конкурса имени журналиста Кемаля Чапраза «Лучший продюсер года в области документального кино» за фильм о Дженгизе Дагджи".
Проводит встречи с молодёжью, на которых призывает не забывать о «российской оккупации Крыма».

## Фильмография
Некоторые фильмы Зафера Каратай:
- «Рождение Османской империи» — 2000, премия Ассоциации журналистов Турции, Телевизионная премия имени Седата Симави[тур.], TV Award Branch, 13-й Международный кинофестиваль в Анкаре.
- «Исмаил Бей Гаспыралы» — 2001.
- «Завоевание и завоеватель» — 2003.
- «Между свастикой и красной звездой» — 2005 (Генеральный советник).
- Özü Türk — 2007 (Генеральный советник), премия Ассоциации журналистов Турции, телевизионная премия имени Седата Симави, радио-телевизионная премия.
- «Кырымоглу: борьба одного народа» (реж. — Каратай Зафер) — 2012[9].
- «Дженгиз Дагджи. Документальный фильм» — 2011, премия «Документальный фильм года», 2012[10][11].
- «Устная история с Галилем Иналджиком» — 1999.
- «Крымский документальный фильм» — 1994.

## Награды
- Награда Президента Украины — Юбилейная медаль «25 лет независимости Украины» (22 августа 2016 года) — за весомый личный вклад в укрепление международного авторитета Украинского государства, популяризацию её исторического наследия и современных достижений и по случаю 25-й годовщины независимости Украины[12]
- Нагрудный знак «За заслуги перед крымскотатарским народом» Землячества крымских татар (2019)[13]